# Amina (nome)
Amina  è un nome proprio di persona italiano femminile.

## Varianti in altre lingue
- Arabo: أمينة (Amina, Aminah, Aamina, Aaminah)[4][5][6]
  - Arabo magrebino: Amine[5]
- Azero: Əminə[5]
- Bosniaco: Amina[5], Emina[5]
- Fula: Aaminata[5]
- Hausa: Amina[5]
- Indonesiano: Aminah[5]
- Kazako: Әмина (Ámina)[5]
- Maldiviano: އާމިނަތު (Aminath)[5]
- Malese: Aminah[5]
- Russo: Амина (Amina)[5]
- Somalo: Aamina[5]
- Swahili: Amina[5]
- Tataro: Әминә (Amina)[5]
- Turco: Emine[5], Amine[5]
- Lingue dell'Africa occidentale: Aminata[5], Aminatou[5]

## Origine e diffusione
È il nome portato da Amina bint Wahb, la madre del profeta dell'Islam Maometto: è la forma femminile di Amin e vuol dire quindi "veritiera", "onesta", "fidata", "fedele" (anche se alcune fonti sostengono che la donna ebbe un altro nome, tratto dal vocabolo آمنة che significa "sentirsi al sicuro"). 
In Italia si è diffuso nella seconda metà dell'Ottocento grazie al successo della Sonnambula (1831) di Bellini, la cui protagonista porta questo nome (assai poco pertinente, dato che la storia è ambientata in Svizzera; ma secondo De Felice Bellini potrebbe averlo anche tratto da qualche nome germanico affine ad Aimone). Negli anni 1970 se ne contavano circa quattromila occorrenze, sparse al Nord e al Centro, e accentrate soprattutto in Toscana.
La forma Aminata è diffusa in Africa occidentale, ed è comune in particolare tra i Wolof del Senegal.

## Onomastico
Il nome non è portato da nessuna santa, cioè è adespota: si può festeggiarne l'onomastico il 1º novembre, ad Ognissanti.

## Persone
- Amina di Zaria, regina nigeriana
- Amina Annabi, cantante tunisina

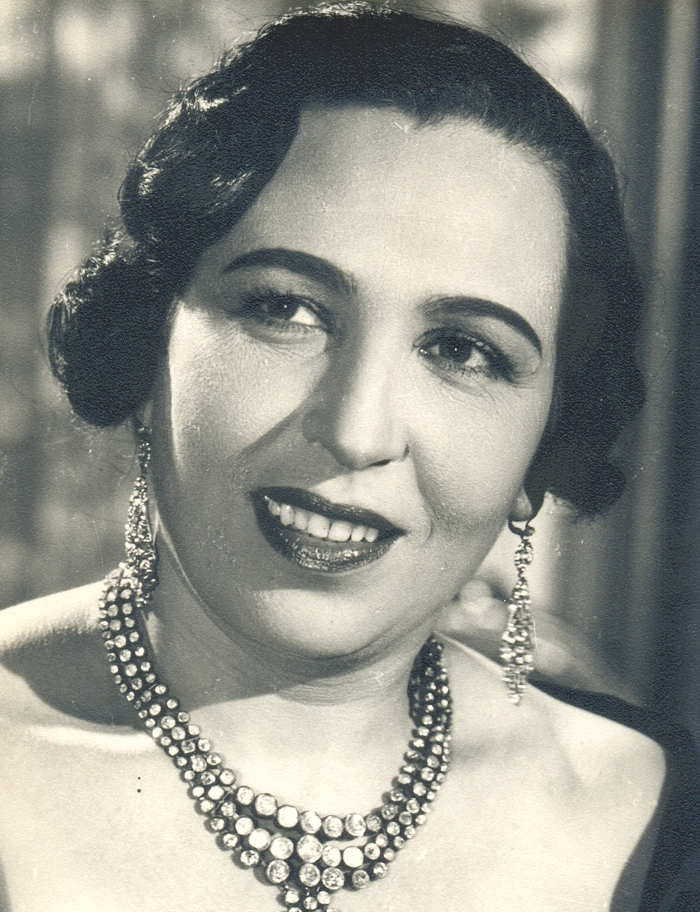
Amina Rizk

- Amina Bakhit, mezzofondista sudanese
- Amina bint Wahb, madre di Maometto
- Amina Boschetti, ballerina italiana
- Amina Nuget, giusta tra le nazioni italiana
- Amina Pandolfi, traduttrice italiana
- Amina Pirani Maggi, attrice italiana
- Amina Rizk, attrice egiziana
- Amina Tyler, attivista e blogger tunisina
- Amina Wadud, religiosa statunitense
- Amina Zaripova, ginnasta russa

### Variante Aminata

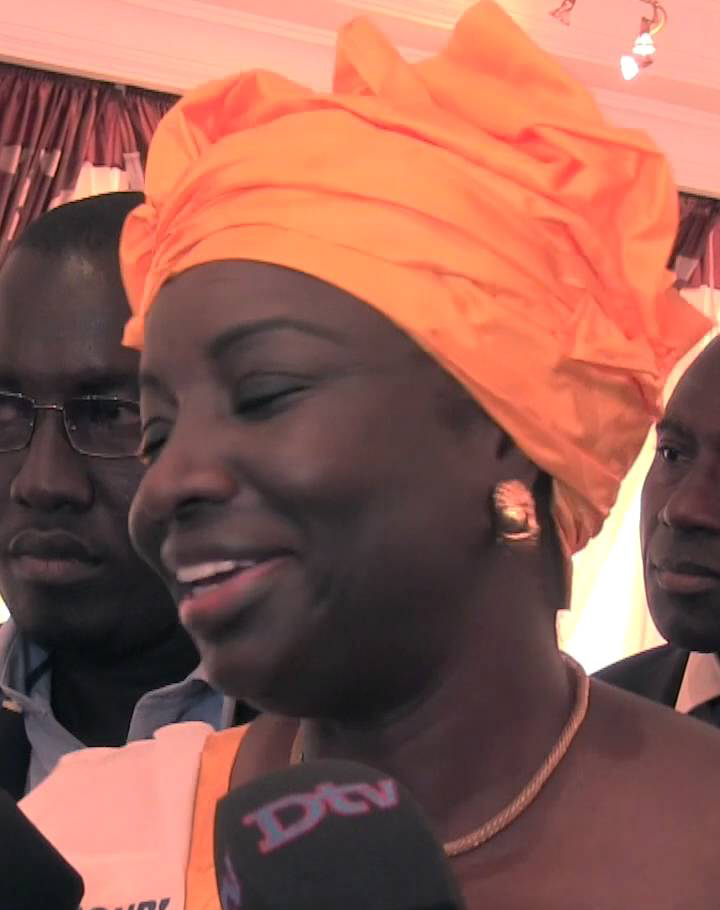
Aminata Touré

- Aminata Diallo, calciatrice francese
- Aminata Dramane Traoré, politica e scrittrice maliana
- Aminata Savadogo, cantante e flautista lettone
- Aminata Sow Fall, scrittrice senegalese
- Aminata Touré, politica senegalese

### Altre varianti
- Aminah Cendrakasih, attrice indonesiana
- Emina Cunmulaj, supermodella statunitense
- Emine Erdoğan, first lady turca
- Aminatou Haidar, attivista sahrāwī
- Emina Jahović, cantautrice serba
- Aminath Rouya Hussain, nuotatrice maldiviana
- Aminath Shajan, nuotatrice maldiviana
- Emine Sevgi Özdamar, scrittrice, regista e attrice tedesca
- Aminatou Seyni, velocista nigerina
- Emine Sultan, principessa ottomana, figlia di Abdul Aziz
- Emine Sultan, principessa ottomana, figlia di Mustafa II

## Il nome nelle arti
- Amina è un personaggio de La sonnambula, un'opera di Vincenzo Bellini.
- Amina è un personaggio della trilogia Le Leggende del Mondo Emerso, scritta da Licia Troisi.
- Amina è un personaggio del romanzo Di notte sui tetti, corsari perfetti, scritto da Domenica Luciani.
- Amina è un personaggio del romanzo Cima delle nobildonne di Stefano D'Arrigo.
- Amina è il personaggio centrale del romanzo di Piero Sanavio Amina o Le Limitate Possibilità dell'Azione.
- Amina Lucente è un personaggio della serie tv Melevisione.